# Coulandon
Coulandon é uma comuna francesa na região administrativa de Auvérnia-Ródano-Alpes, no departamento Allier. Estende-se por uma área de 17,31 km². Em 2010 a comuna tinha 706 habitantes (densidade: 40,8 hab./km²).